# New England Patriots 1980
La stagione 1980 dei New England Patriots è stata la 11ª della franchigia nella National Football League, la 21ª complessiva e la seconda con Ron Erhardt come capo-allenatore. 
Il running back Sam Cunningham scioperò per tutta la stagione, così i Patriots scelsero per sostituirlo il rookie Vagas Ferguson, che stabilì il record di franchigia di yard corse per un debuttante. La squadra iniziò con un record di 6-1 e sembrò avviata a qualificarsi per i playoff, tuttavia vinse solo due delle successive sette gare, non riuscendo ad aggiudicarsi una wild card.

## Calendario
| Turno | Avversario             | Risultato | Stadio            | Record | Pubblico |
| ----- | ---------------------- | --------- | ----------------- | ------ | -------- |
| 1     | Cleveland Browns       | V 34–17   | Schaefer Stadium  | 1–0    | 49,222   |
| 2     | Atlanta Falcons        | S 21–37   | Schaefer Stadium  | 1–1    | 48,321   |
| 3     | at Seattle Seahawks    | V 37–31   | Kingdome          | 2–1    | 61,035   |
| 4     | Denver Broncos         | V 23–14   | Schaefer Stadium  | 3–1    | 59,602   |
| 5     | at New York Jets       | V 21–11   | Shea Stadium      | 4–1    | 53,603   |
| 6     | Miami Dolphins         | V 34–0    | Schaefer Stadium  | 5–1    | 60,377   |
| 7     | at Baltimore Colts     | V 37–21   | Memorial Stadium  | 6–1    | 53,924   |
| 8     | at Buffalo Bills       | S 13–31   | Rich Stadium      | 6–2    | 75,092   |
| 9     | New York Jets          | V 34–21   | Schaefer Stadium  | 7–2    | 60,834   |
| 10    | at Houston Oilers      | S 34–38   | Astrodome         | 7–3    | 51,524   |
| 11    | Los Angeles Rams       | S 14–17   | Schaefer Stadium  | 7–4    | 60,609   |
| 12    | Baltimore Colts        | V 47–21   | Schaefer Stadium  | 8–4    | 60,994   |
| 13    | at San Francisco 49ers | S 17–21   | Candlestick Park  | 8–5    | 45,254   |
| 14    | at Miami Dolphins      | S 13–16   | Miami Orange Bowl | 8–6    | 63,292   |
| 15    | Buffalo Bills          | V 24–2    | Schaefer Stadium  | 9–6    | 58,324   |
| 16    | at New Orleans Saints  | V 38–27   | Superdome         | 10–6   | 38,277   |

## Classifiche
| AFC East             | AFC East | AFC East | AFC East | AFC East | AFC East | AFC East | AFC East | AFC East | AFC East |
|                      | V        | S        | P        | %        | DIV      | CONF     | PF       | PS       | Str.     |
| -------------------- | -------- | -------- | -------- | -------- | -------- | -------- | -------- | -------- | -------- |
| Buffalo Bills(3)     | 11       | 5        | 0        | .688     | 4–4      | 8–4      | 320      | 260      | V1       |
| New England Patriots | 10       | 6        | 0        | .625     | 6–2      | 9–3      | 441      | 325      | V2       |
| Miami Dolphins       | 8        | 8        | 0        | .500     | 3–5      | 4–8      | 266      | 305      | S1       |
| Baltimore Colts      | 7        | 9        | 0        | .438     | 5–3      | 6–8      | 355      | 387      | S3       |
| New York Jets        | 4        | 12       | 0        | .250     | 2–6      | 3–9      | 302      | 395      | V1       |